# Battaglia di Dinant
La battaglia di Dinant è una battaglia della prima guerra mondiale che oppose le truppe francesi all'esercito tedesco, dal 15 al 23 agosto 1914, per il controllo della città di Dinant, nella provincia di Namur, in Belgio.
Essa è diventata tristemente celebre il 23 agosto 1914 per il massacro di 674 civili da parte delle forze tedesche, nel quartiere dei Rivages e nel villaggio di Neffe.

## Contesto storico

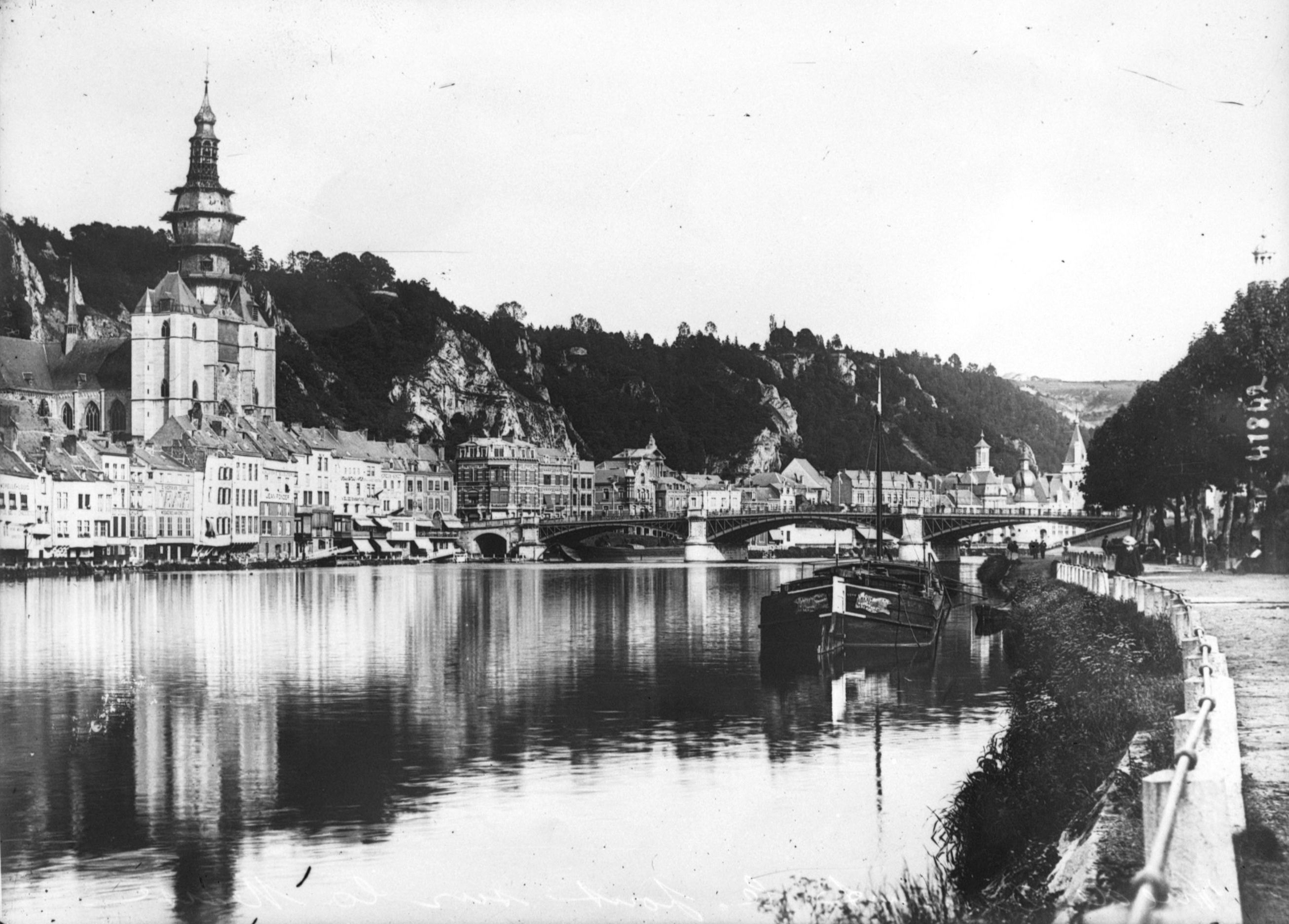
Veduta della città di Dinant nel 1914.

All'inizio della prima guerra mondiale, l'esercito tedesco, che combatteva su due fronti, decise di colpire presto e forte, dal mese d'agosto. L'invasione del Belgio e del Granducato di Lussemburgo non fu che una tappa dell'avanzata verso la Francia. Dinant, sulla Mosa, è situata sull'asse principale dell'invasione dell'esercito imperiale tedesco.
La città ha un'importanza strategica, situata tra Mons e Liegi e vicino alla frontiera franco-tedesca.
A partire dal 6 agosto, i tedeschi inviarono delle pattuglie in avanscoperta nella zona di Dinant.
Il 9 agosto, poco tempo dopo che l'Impero tedesco aveva dichiarato guerra alla Francia, il 148º reggimento di fanteria dell'esercito francese proveniente da Givet si schierò a Dinant e occupò la riva sinistra della Mosa.

## Sviluppo della battaglia

### Le forze in campo
Al levar del giorno, il sabato 15 agosto, ebbe inizio la prima battaglia per il controllo della Mosa a Dinant. Essa vide opporsi l'esercito francese a quello tedesco:
- parte francese: 16 compagnie e 4 sezioni di mitragliatrici, ma niente artiglieria;
- parte tedesca: 2 divisioni di cavalleria, la divisione della guardia e la 5ª divisione, appoggiate da 3 battaglioni di fanteria, l'11º, il 12º e il 13º cacciatori.

### Tentativo di conquista della città da parte tedesca (15 agosto)

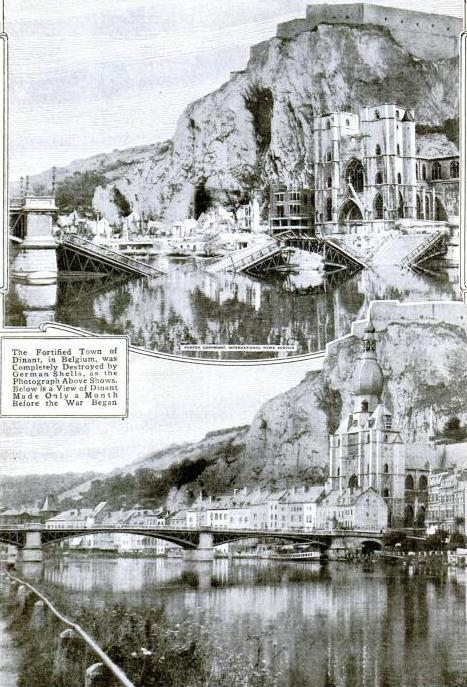
Distruzioni a Dinant durante la prima guerra mondiale.

Una sezione del 148º reggimento di fanteria francese attestato nella cittadella aveva pattuglie sulle alture. Verso le 5 del mattino, la 12ª compagnia del III battaglione del 33º reggimenti di fanteria francese ricevette l'ordine di salire alla cittadella e di piazzarvisi.
Verso le 6 del mattino, l'esercito tedesco attaccò. Il 12º battaglione di cacciatori di Freyberg e il 13º battaglione delle Guardie-Cacciatori lanciarono un attacco alla città. L'artiglieria tedesca, dispiegata a ovest di Sorinnes aprì il fuoco su Dinant, colpendo in particolare la cittadella. L'ospedale, ove la bandiera della Croce Rossa era esposta, ricevette uno dei primi obici. La 10ª compagnia francese, comandata dal capitano Bataille, fu inviata in rinforzo per tentare di allontanare l'artiglieria tedesca, ma una mitragliatrice nemica si avvicinò e la difesa si ritirò.
Nel frattempo, i cannoni da 77 tedeschi spararono sul ponte e sulla strada di Philippeville, da dove dovevano giungere i rinforzi francesi. Tra le truppe francesi che occupavano il quartiere della stazione e del ponte, le perdite furono molto forti: 2 ufficiali e 9 soldati uccisi, 57 feriti e 96 dichiarati dispersi.
Quattro battaglioni francesi furono chiamati a rinforzo. I due del 73º, arrivarono da Onhaye, senza troppa difficoltà. 
Quelli dell'8º, stanziati a Weillen, trovarono maggiori difficoltà nella loro marcia di avvicinamento. Essi furono il bersaglio delle mitragliatrici tedesche e persero più di 350 soldati.
Alle 11, il generale Deligny ordinò all'artiglieria francese (21º reggimento d'artiglieria) di replicare. Ma alle 11 e 40, la cittadella cadde in mano tedesca, nonostante la difesa dei Francesi.

### Lo scacco dell'esercito tedesco
Verso le 13 e 20, il generale Deligny ordinò di riprendere ogni angolo della città. Il 27º reggimento dell'artiglieria francese entrò in azione. I cannoni da 75 riposero ai cannoni tedeschi e fecero tacere le mitragliatrici disposte sulle creste della cittadella.
Verso le 16, l'8º reggimento di fanteria si raggruppò e attraversò la Mosa al fine di riprendere la cittadella. Degli elementi del 73º e dell'8º salirono audacemente i 408 gradini e i contrafforti che conducono alla cittadella. La bandiera tedesca che sventolava da mezzogiorno fu rimpiazzata da quella francese. Una ventina di soldati tedeschi furono presi prigionieri.
Alla fine della giornata, i cannoni tedeschi cessarono il fuoco e il nemico cominciò, verso le 17, una precipitosa ritirata, incalzato dalla cavalleria francese, che si era avvicinata alla Mosa. La fanteria portatasi sulla riva sinistra al calare della notte, si stabilì nella città in posizione di allerta.
Durante la battaglia del 15 agosto, due abitanti di Dinant furono uccisi: il fattore Narcisse Pirson e Léon Moussoux (55 anni), ferito nell'esercizio della sua missione. Portando il bracciale della Croce Rossa, egli quel giorno, verso le ore 13, si recò in rue Saint-Jacques, per portar soccorso a dei soldati feriti ma fu colpito nella testa da una pallottola sparata dall'alto del forte. Charles de Gaulle, tenente del 33º reggimento di fanteria di Arras, il quale era al suo primo combattimento, fu colpito a una gamba (« frattura del pérone da pallottola con esplosione nell'articolazione») in quel 15 agosto.
La popolazione di Dinant acclamò le truppe francesi cantando La Marsigliese. Le perdite tedesche salirono a 3000 soldati in totale, tra uccisi, prigionieri e dispersi mentre l'8º RI perse 54 uomini ed ebbe 9 ufficiali feriti nel corso della riconquista della cittadella.
I giorni successivi, la zona di Dinant fu sorvolata dagli aerei tedeschi, si verificarono ancora alcune scaramucce, le unità francesi ripiegarono sulla riva sinistra della Mosa, pronte a intervenire in caso di attacchi tedeschi.
Tuttavia, l'esercito tedesco non volle riconoscere il suo scacco. La sua volontà di rivalsa si rivolse sulla città e sui suoi abitanti.

### Il massacro di Dinant del 23 agosto 1914
Dinant è stata tra le città più duramente colpite dalle atrocità tedesche del 1914.
Nella notte tra il 21 ed il 22 agosto, soldati della cavalleria tedesca appoggiati da autoblindo si immisero nella "Rue Saint-Jacques" (Strada di San Giacomo) non difesa da soldati e misero a fuoco alle abitazioni. Durante la giornata del 22 agosto duemilacinquecento civili tentarono di fuggire dietro le linee francesi e furono accolti dalle truppe francesi. Il quartier generale diede presto l'ordine di battere in ritirata. Il 23 agosto
i Tedeschi, sospettando che ai fuggitivi di Dinant si fossero mescolati dei franchi tiratori radunarono un gran numero di cittadini e li fucilarono. A seguito di questo massacro si contarono 674 uomini, donne e bambini giustiziati e più di un migliaio di abitazioni incendiate. Alcune compagnie di soldati francesi tentarono senza tregua di difendere Dinant.
I numerosi massacri e saccheggi perpetrati dai Tedeschi diedero una superiorità morale agli Alleati. In effetti nel 1917 il concetto di "guerra giusta" giocò un ruolo centrale nel coinvolgimento degli Stati Uniti d'America nella prima guerra mondiale.